# ليوناردو سيمون
ليوناردو سيمون هو لاعب كرة قدم كندي، ولد في 20 ديسمبر 1967 في كندا. لعب مع SC Toronto ‏.